# Tremblay-en-France HB
Tremblay-en-France Handball (Tremblay-en-France HB), tidigare Vert Galant Sportif Tremblay (1972) och Tremblay Athletic Club (1972–2002), är en handbollsklubb från Tremblay-en-France i norra Frankrike, bildad 1972.

## Spelare i urval
- Arnaud Bingo (2007–2016)
- Mladen Bojinović (2015–2017)
- Samuel Honrubia (2016–2019)
- Dika Mem (2015–2016)
- Henrik Olsson (2018–2021)